# Curagua-teri
Curagua-teri est une localité de la paroisse civile de Mavaca dans la municipalité d'Alto Orinoco dans l'État d'Amazonas au Venezuela, sur le río Padamo.